# Brunello
Brunello (lombardul: Brunell) település Olaszországban, Varese megyében. Lakosainak száma 940 fő (2023. január 1.). Brunello Azzate, Buguggiate, Castronno, Gazzada Schianno, Morazzone és Sumirago községekkel határos.

## Népesség
A település népességének változása:
| Lakosok száma | 973  | 969  | 940  |
|               | 2017 | 2018 | 2023 |